# Fußballauswahl der Türkischen Republik Nordzypern
Die Fußballauswahl der Türkischen Republik Nordzypern ist eine von den Fußballverbänden UEFA und FIFA nicht anerkannte Fußballauswahl der Türkischen Republik Nordzypern und kann daher nicht an Turnieren der UEFA und der FIFA teilnehmen. Die Auswahl Nordzyperns wird vom nordzyprischen Fußballverband, der Kıbrıs Türk Futbol Federasyonu, aufgestellt. Seit 1962 gibt es die Fußballauswahl, die im selben Jahr ihr erstes Länderspiel bestritt.
Die Kıbrıs Türk Futbol Federasyonu ist Mitglied der CONIFA, des Fußballdachverbandes für unabhängige Fußballverbände, die nicht Mitglieder der FIFA sind. Entsprechend ist die Fußballauswahl der Türkischen Republik Nordzypern in allen Turnieren startberechtigt, die von der CONIFA ausgerichtet werden, dazu gehören die alle zwei Jahre stattfindende CONIFA-Europafußballmeisterschaft, die im Wechsel mit der CONIFA-Weltfußballmeisterschaft stattfindet, die ebenfalls alle zwei Jahre ausgerichtet wird.

## Teilnahmen an Fußball-Weltmeisterschaften
- 1930 bis 2022 – nicht teilgenommen (kein FIFA-Mitglied)

## Teilnahmen an Fußball-Europameisterschaften
- 1960 bis 2024 – nicht teilgenommen

## Erfolge
Am 29. Mai 2006 trug die nordzyprische Auswahl im Rahmen des FIFI Wild Cups in Hamburg mehrere Spiele gegen Mannschaften wie Sansibar und Grönland aus, die sie alle gewann. Als Gastgeber-Mannschaft des ELF Cups in Nordzypern gewannen die Nordzyprer ihren zweiten Titel im Jahr 2006. Im Jahr 2017 war die Republik Nordzypern Ausrichter der CONIFA-Europafußballmeisterschaft, in deren Verlauf die Auswahl den 2. Platz belegte.
- FIFI Wild Cup 2006
- ELF Cup 2006
- Viva World Cup 2. Platz 2012
- CONIFA-Weltfußballmeisterschaft 3. Platz 2016
- CONIFA-Europafußballmeisterschaft 2. Platz 2017
- CONIFA-Weltfußballmeisterschaft 2. Platz 2018

## Kader

### Trainer
- Bülent Aytaç (2012–2017)
- Fırat Canova (2017–2018)
- Mustafa Boratas (2018)
- Bülent Aytaç (seit 2018)

### Kader 2012
Der angegebene Kader umfasst die Nationalspieler, die im Aufgebot für den Viva World Cup 2012 standen.
| Name              | Verein                |
| ----------------- | --------------------- |
| Hasan Piro        | Çetinkaya TSK         |
| Türkan Delideniz  | Cihangir Gençlik SK   |
| İbrahim Uludağ    | Mağusa Türk Gücü      |
| Serkan Önet       | Çetinkaya TSK         |
| Serhan Önet       | Çetinkaya TSK         |
| Erdoğan Barkınay  | Mağusa Türk Gücü      |
| Mustafa Tekpınar  | Cihangir Gençlik SK   |
| Erbay Bertiz      | Bostancı Bağcıl SK    |
| Çağrı Kıral       | Küçük Kaymaklı TSK    |
| Ersen Esmeraslan  | Lefke Türk SK         |
| Erdinç Börekçi    | Yenicami Ağdelen      |
| Hüseyin Adal      | Küçük Kaymaklı TSK    |
| Hamis Çakır       | Küçük Kaymaklı TSK    |
| İbrahim Çıdamlı   | Yenicami Ağdelen      |
| Yasin Kurt        | Küçük Kaymaklı TSK    |
| Ahmet Coşkun      | Lapta Türk Birliği SK |
| Halil Turan       | Cihangir Gençlik SK   |
| Mustafa Yaşınses  | Küçük Kaymaklı TSK    |
| Hüseyin Kayalılar | Yenicami Ağdelen      |
| Ahmet Saygı       | Doğan Türk Birliği SK |
| Esin Sonay        | Çetinkaya TSK         |
| Kasım Tağman      | Lefke Türk SK         |

### Kader 2018
Der angegebene Kader umfasst die Nationalspieler, die im Aufgebot für die CONIFA-Weltfußballmeisterschaft 2018 in London standen.
| Name               | Verein                  |
| ------------------ | ----------------------- |
| Hasan Piro         | Merit Alsancak Yesilova |
| Necati Gench       | London Yenibogazici FC  |
| Serhan Önet        | Çetinkaya TSK           |
| Firat Ersalan      | Cihangir GSK            |
| Yasin Kurt         | Mağusa Türk Gücü        |
| Cagri Kiral        | Lefke TS                |
| Tansel Taner Osman | Yenicami Ağdelen        |
| Halil Turan        | Mağusa Türk Gücü        |
| Mehmet Altun       | Yenicami Ağdelen        |
| Salih Say          | Cihangir GSK            |
| Hüseyin Sadiklar   | Küçük Kaymaklı TSK      |
| Mehmet Erol        | Binatli YSK             |
| Aykut Esmeraslan   | Lefke TS                |
| Ahmet Sönmez       | Doğan Türk Birliği SK   |
| Kenan Oshan        | Doğan Türk Birliği SK   |
| Ugur Naci Gök      | Küçük Kaymaklı TSK      |
| Arif Uysal         | Mağusa Türk Gücü        |
| Erdogan Nay        | BAF Ülkü Yurdu          |
| Adil Yalcin Ucar   | Mağusa Türk Gücü        |
| Ahmet Sivri        | Galatasaray SK          |
| Ünal Kaya          | Yenicami Ağdelen        |
| Ozan Mercan        | Doğan Türk Birliği SK   |
| Billy Osman Mehmet | Merit Alsancak Yesilova |